# Гіларі Патнем
Гіларі Патнем (англ. Hilary Whitehall Putnam; 31 липня 1926 — 13 березня 2016) — американський філософ і науковець, який був центральною фігурою в аналітичній філософії після 1960-х, особливо в областях філософії свідомості, філософії мови, філософії математики, філософії науки. Він відомий готовністю застосовувати той же рівень прискіпливості до своїх власних філософських позицій, як до думок інших, ретельно аналізуючи кожне положення, доки не виявляться його недоліки. Як наслідок, він набув репутації людини, що часто змінює свою позицію. В останні роки життя Патнем був почесним професором-емеритом Гарвардського університету.
У філософії свідомості Патнем відомий завдяки аргументації проти типологізації ментальних та фізичних станів на основі гіпотези множинної реалізованості ментального, а також завдяки концепції функціоналізму, впливової теорії щодо проблеми душі і тіла. У філософії мови він, поряд з Саулом Кріпке та іншими, розробив причинно-наслідкову теорію референції і сформулював оригінальну теорію значення, винаходячи з поняття семантичного екстерналізму на основі знаменитого уявного експерименту, відомого під назвою двійник Землі.
У філософії математики він зі своїм наставником Віллардом Ван Квайном розробив «концепцію незамінності Квайна-Патнема» як аргумент на користь реальності математичних об'єктів, пізніше відстоюючи думку, що математика не є чисто логічною, а також і «квазі-емпіричною» наукою. В області епістемології він відомий своєю критикою відомого уявного експерименту з «мозком у колбі». Цей уявний експеримент, здавалося б, є вагомим аргументом на користь епістемологічного скептицизму, але Патнем ставить під сумнів його логіку.
У метафізиці він спочатку підтримував метафізичний реалізм, але згодом став одним з його найвідвертіших критиків. Свою початкову позицію він називав «внутрішнім реалізмом», але пізніше відмовився від неї. Попри ці зміни зору він упродовж всієї своєї кар'єри залишався прихильником наукового реалізму, який грубо можна сформулювати як переконання в те, що наукові теорії є приблизно істинним описом реальності.
У філософії сприйняття Патнем погоджується з прямим реалізмом, який вважає, що зовнішній світ безпосередньо дається людині чуттєвим досвідом. Раніше він теж вважав, що між розумом людини та світом немає ментальної репрезентації чуттєвих даних або будь-яких інших посередників. Однак, до 2012 він відмовився від цього додаткового переконання на користь «транзакціоналізму», думки, що визнає як те, що чуттєвий досвід є відображенням (транзакцією) світу, так і те, що це відображення можна описати функціонально (за умови, що зв'язок між світом та інтенціональними станами можна вважати функцією). Такі транзакції можуть додатково включати в себе кваліа.
У своїй пізнішій роботі Патнем дедалі більше цікавиться американським прагматизмом, єврейською філософією і етикою, таким чином, взаємодіючи з ширшим спектром філософських думок. Він також виявляв інтерес до метафілософії, прагнучи «відновити філософію», звільнивши її від того, що він називає вузькими та роздутими питаннями.
Окрім філософії, Патнем зробив значний внесок у математику та інформатику. Разом з Мартіном Девісом він розробив алгоритм Девіса-Патнема для задачі здійсненності бульових формул, допоміг продемонструвати нерозв'язність десятої проблеми Гільберта.
Іноді Патнем був політично суперечливою фігурою, що особливо стосується його членства в Прогресивній лейбористській партії наприкінці 1960-х і на початку 1970-х.

## Особисте життя
Патнем народився в Чикаго, штат Іллінойс, в 1926. Його батько, Самуель Патнем, був дослідником романських мов, журналістом та перекладачем, дописувачем Daily Worker, органу американської компартії, з 1936 до 1946 (коли він розчарувався в комунізмі). Як результат прихильності його батька до комунізму, Патнем отримав світське виховання, хоча його мати, Ріва, була єврейкою. Родина жила у Франції до 1934, а коли вони повернулися до США, то оселились у Філадельфії. Патнем вступив до Центральної середньої школи; там він зустрів Ноама Чомскі, який був на рік молодший від нього. Вони були друзями — і часто інтелектуальними супротивниками — що продовжується й досі. Патнем вивчав математику та філософію в Пенсильванському університеті, отримавши BA (ступінь бакалавра) і ставши членом Філоматейського товариства, одного з найстаріших університетських літературних товариств у США. Він продовжив працю над дипломною роботою з філософії у Гарвардському університеті, а потім у Каліфорнійському університеті у Лос-Анджелесі на кафедрі філософії, де отримав ступінь доктора філософії в 1951 за дисертацію на тему «Значення поняття ймовірності стосовно скінченних послідовностей». Вчитель Патнема Ганс Рейхенбах (в його дисертації — керівник) був провідною фігурою в логічному позитивізмі, провідною школою філософії сьогодні; одною з найбільш принципових позицій Патнема була його відмова від логічного позитивізму, як від напряму, який сам себе знищує.
Після короткого викладання в Північно-Західному університеті, Принстонському університеті і Массачусетському технологічному інституті, він переїхав до Гарварду у 1965 з дружиною Рут Анною Якобс, яка обійняла посаду викладача філософії в коледжі Велслі. Гіларі і Рут Анна одружилися у 1962 році. Рут Анна Якобс походила з родини з німецького міста в Гота, що мала давні наукові традиції (її предок німецький філолог-класик Крістіан Фрідріх Вільгельм Якобс), народився в Берліні, Німеччина, у 1927 в антинацистській політико-активістській сім'ї. Як сам Патнем Рут була атеїсткою (її мати була єврейкою, а батько був християнином). Сім'я Патнемів, повстаючи проти антисемітизму, від якого вони натерпілися в молодості, ухвалила рішення про створення для своїх дітей традиційного єврейського дому. Оскільки вони зовсім не знали ритуалів юдаїзму, то намагалися отримати запрошення від інших євреїв на святкування Седеру. За словами Рут Анни у них не було «найменшого уявлення, як це зробити [самим]». Тому вони почали вивчати єврейські ритуали та іврит, стали проявляти більше інтересу до єврейської культури, ідентифікувати себе євреями та брати активну участь в єврейському житті. 1994 року Гіларі Патнем відсвяткував запізнілу бар-міцву. Його дружина здійснила церемонію бат-міцви через чотири роки.
У Гарварді Гіларі Патнем був популярним викладачем. За сімейною традицією він не цурався політики, у 1960-х і на початку 1970-х років був активним прихильником руху за громадянські права та противником американської військової інтервенції у В'єтнамі. 1963 року Патнем організував в Массачусетському технологічному інституті один з перших викладацьких та студентських антивоєнних комітетів. Його стурбували звіти Девіда Гальберстама про те, що США «захищає» селян Південного В'єтнаму від В'єтконга, отруюючи їхні посіви рису. Після переходу до Гарварду в 1965 році він організував університетські протести й почав викладати курси марксизму. Гіларі став офіційним радником студентського руху за демократичне суспільство, а в 1968 році членом марксистсько-ленінської Прогресивної партії праці (ППП).
У 1965 його обрали членом Американської академії мистецтв та науки. Після 1968 року його політична діяльність була зосереджена на ППП Адміністрація Гарварда оцінила цю діяльність як руйнівну й спробувала засудити Патнема, але двоє інших викладачів розкритикували ці намагання. Патнем сам розірвав відносини з ППП у 1972 році. У 1997, на зустрічі колишніх активістів проекту опору Arlington Street Church в Бостоні, Патнем описав свою причетність до ППП як помилку. Він сказав, що спочатку перебував під враженням відданості ППП справі розбудови політичного альянсу та готовністю вести агітацію в лавах збройних сил.
У 1976 році Патнема обрали президентом Американської філософської асоціації. Наступного року він отримав посаду професора математичної логіки «Вальтера Беверлі Пірсона» на знак визнання його внеску в філософію логіки та в математику. Розірвавши зі своїм радикальним минулим, Патнем ніколи не відмовлявся від переконання, що вчені мають особливу соціальну й етичну відповідальність перед суспільством. Він продовжував бути відвертим та прогресивним в своїх політичних поглядах, що знайшло прояв у статтях «Як не розв'язувати етичні проблеми» (1983) та «Освіта для демократії» (1993).
Патнем є членом-кореспондентом Британської академії. Він залишив викладання в червні 2000, але, станом на 2009, він як і раніше дає семінари майже щорічно у Тель-Авівському університеті. Він почесний професор-емерит Гарвардського університету. Він також є одним з покровителів невеликого гуманітарного вузу Ролстон коледж. Його доробок включає в себе п'ять томів зібрання творів, сім книг і понад 200 статей. Відновлений інтерес Патнема до юдаїзму надихнув його до публікації останніми роками кількох книг та есе на цю тему. Разом із дружиною він є співавтором кількох книг і есе про розвиток американського прагматизму кінця 19-го століття.
У травні 2014 року Патнем почав вести блог за адресою http://putnamphil.blogspot.com [Архівовано 8 листопада 2014 у Wayback Machine.].

## Творчість
Якщо спробувати виділити в різноманітті дослідницьких інтересів Патнема якусь сполучну тему, то нею, безперечно, буде проблема реалізму. Саме прагнення сформулювати позицію, яка, з одного боку, зберігала б наші реалістичні інтуїції, а з іншого — враховувала б сучасний рівень філософського осмислення ключових проблем людського буття та пізнання, служить головним імпульсом, визначальним напрямом філософських пошуків Патнема. Наскільки важкий цей пошук та наскільки послідовний Патнем у своїй рішучості «провести корабель реалізму» між Сциллою догматизму та Харибдою релятивізму, говорить те різноманіття концепцій, які він висував та відстоював в різні періоди своєї творчості: «науковий реалізм», «внутрішній реалізм», «реалізм з маленької літери», «природний реалізм» тощо.
На початку свого творчого шляху Патнем стояв на позиціях наукового реалізму. «Науковий реалізм» — термін, що увійшов в філософський ужиток у середині XX століття, однак, не будучи пов'язаним з якоюсь строго визначеною та детально розробленою філософською доктриною, він відображає загальне уявлення про науку та наукові теорії, що переважало в західній культурі з кінця XVII століття, і яке, власне, визначається визнанням реального існування сутностей та об'єктів, постульованих наукою. Об'єднання філософів під гаслом наукового реалізму було реакцією на посилення в філософії «інструменталістських» уявлень про науку, які знайшли найбільш яскраве вираження в ідеях представників «історичної школи» (Томаса Куна, Пола Фейєрабенда та інших).
Головне в новому підході Патнема до проблеми реалізму — перенесення розгляду питання про реалізм в контекст роздумів про природу сприйняття та свідомості, тобто повернення до того, як це питання обговорювалося на початку століття Вільямом Джеймсом, американськими неореалістами, Джорджем Муром тощо. Патнем доходить висновку, що всі невдачі сучасної філософії свідомості та когнітивної науки пояснюються тим, що вони спираються на помилкове «картезіанське» уявлення про ментальне як якийсь «посередник» між нашими когнітивними здібностями та об'єктами зовнішнього світу. Критику Патнемом картезіанського погляду на природу ментального слід визнати одним з проявів тих тенденції, які мають сильний вплив в сучасній аналітичній філософії.
Отже, творчий пошук Пантема описує загальний стан сучасного філософського реалізму, показуючи, з якими проблемами він стикається і які запропоновані розв'язки, в чому перевага та недоліки різних підходів, які напрямки дослідження виявилися безрезультатними, а які обіцяють бути плідними.

## Філософія розуму

### Множинна реалізація

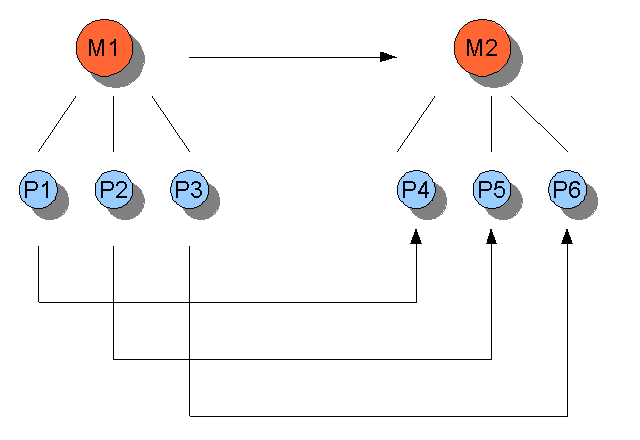
Ілюстрація множинної реалізованості. Видно, що один ментальний стан M відповідає більш ніж одному фізичному станові P, але не навпаки. Причинно-наслідкові відносини між станами показано стрілками (M1 йде в M2 тощо).

Найвідоміша робота Патнема стосується філософії свідомості. Його найвизначніший оригінальний внесок у цій області сформульовано в декількох ключових статтях, опублікованих наприкінці 1960 року, де викладено гіпотезу множинної реалізованості. У цих працях Патнем стверджує, що, на відміну від відомого твердження теорії типів метального, не завжди правда, що біль ідентичний спрацьовуванню нервового С-волокна. Біль, на думку Патнема, може відповідати в різних організмах абсолютно різному фізичному стану нервової системи, проте всі вони відчувають той же психічний стан «відчуття болю».
Щоб проілюструвати свою тезу, Патнем навів приклади з тваринного світу. Він запитує, наскільки ймовірно те, що структури мозку різних видів тварин однаково розуміють біль та інші психічні стани. Якщо мозок тварин має різну будову, вони не можуть мати ті ж психічні стани та властивості. Відповіддю на цю загадку є, мабуть, те, що ментальні стани можуть у різних видів відповідати різним фізичним станам. Патнем продовжив свою аргументацію, запитуючи про нервові системи інопланетних істот, розумних роботів та інших форм життя на основі кремнію. Ці гіпотетичні об'єкти, стверджував він, не повинні вважатися неспроможними до відчуття білю лише тому, що їм не вистачає людської нейрохімії. Патнем дійшов висновку, що теоретики розділення ментальних процесів на типи та їхньої відповідності фізичним, зробили «амбіційну» і «дуже малоймовірну» гіпотезу, яка може бути спростована одним єдиним прикладом можливості множинної реалізації. Цей аргумент іноді називають «аргументом правдоподібності».
Патнем сформульовав комплементарний аргумент на основі того, що він назвав «функціональним ізоморфізмом». Він визначив це поняття так: «Дві системи є функціонально ізоморфними, якщо існує така відповідність між станами однієї та станами іншої, яка зберігає функціональні відношення». У випадку з комп'ютерами дві машини функціонально ізоморфні, тоді й тільки тоді, коли послідовність станів в першому в точності відповідає послідовності станів в іншому. Тому, комп'ютер, зроблений з кремнієвих, чипів і комп'ютер, зроблений з гвинтиків та коліщаток, можуть бути функціонально ізоморфними, хоча різними за будовою. Функціональний ізоморфізм дозволяє множинну реалізацію. Цей аргумент іноді називають апріорним аргументом..
Джері Фодор, Патнем та інші відзначили, що, крім ефективного аргументу проти теорій ментальних типів, наслідком тези про можливість множинної реалізації є те, що будь-яке низькорівневе пояснення вищого рівня психічних явищ стає надто абстрактним та загальним. Функціоналізм, який ідентифікує розумові процеси з функціональними процесами винятково з точки зору причинно-наслідокових зв'язків, абстрагується від рівня мікросвіту, і тому, схоже, є кращим поясненням співідношення між розумом та тілом. Справді, чимало видів функціональних об'єктів, таких як мишоловки, комп'ютерні програми чи книжкові полиці мають множинну реалізацію на фізичному рівні.

### Функціоналізм машинних станів

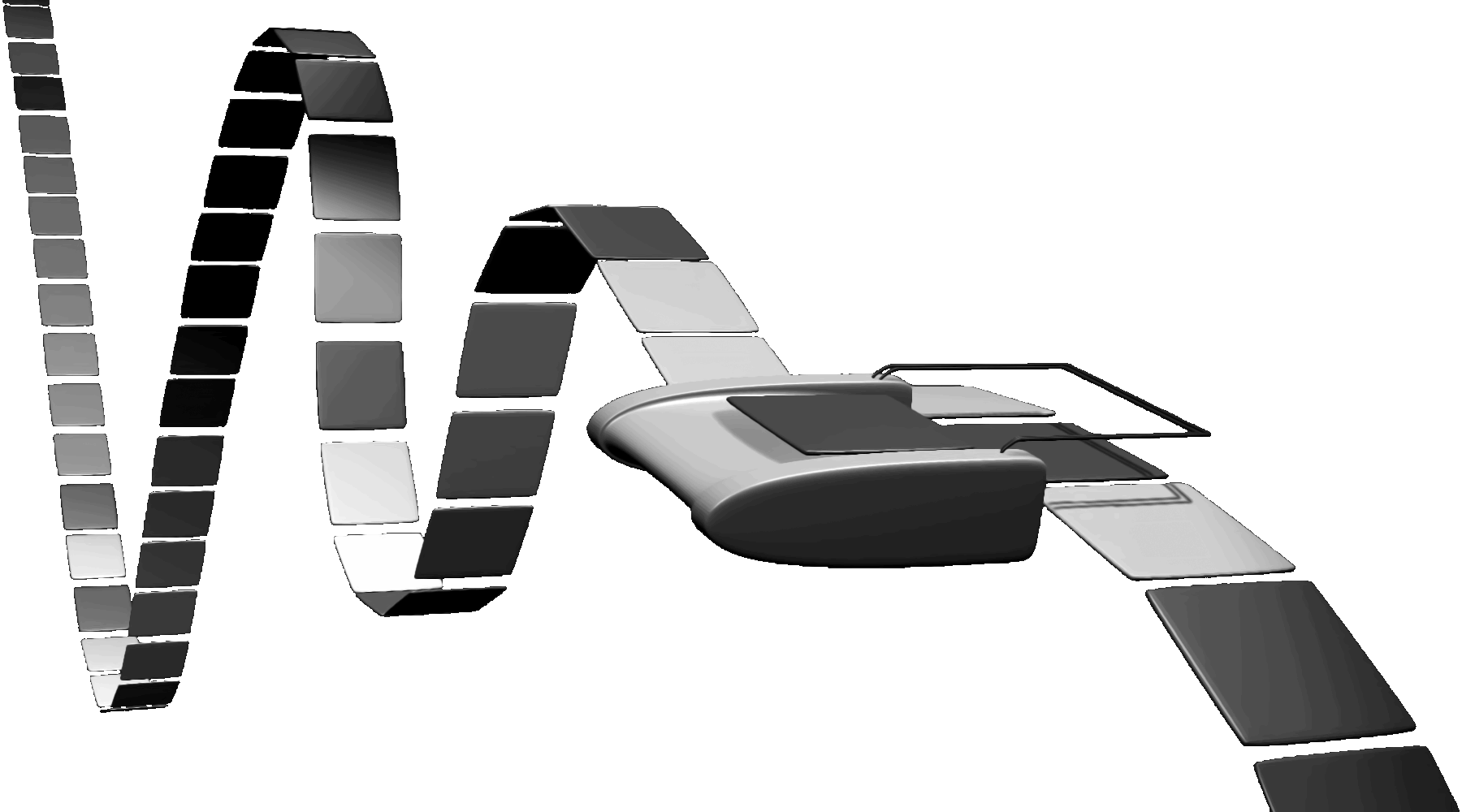
Машину Тюрінга можна уявити собі як стрічку комірок скінченної довжини, яку за потреби можна заздалегідь зробити коротшою чи довшою. Над кожним слотом можна виконати операції запису й стирання, залежно від «стану» машини. Відповідно до функціоналізму машинних станів Патнема, стан в абстрактному комп'ютері та ментальний стан є по суті одним і тим же.

Першим сформулював теорію такого функціоналізму сам Патнем. До цього формулювання, що тепер називається «функціоналізмом машинних станів», надихнула аналогія, яку помітили Патнем та інші дослідники, між розумом та машиною Тюрінга, здатною обчислити довільний заданий алгоритм.
У нетехнічних термінах, машину Тюрінга можна представити у вигляді нескінченно довгої стрічки, розділеної на комірки пам'яті, та зчитувального пристрою, який сканує по одній комірці за один раз. Комірка може не мати запису (В) або містити запис (1). Стрічка задає вхідну програму машини. Машина може виконувати деякі дії:
- Зупинка: Нічого не робити.
- R: змістити стрічку на одну комірку праворуч,
- L: змістити стрічку на одну комірку ліворуч,
- В: стерти запис в комірці,
- 1: стерти запис в комірці й записати в ній 1.

Яку саме з цих дій виконуватиме машина, залежить від значення, зчитаного в поточній комірці на стану машини.
Простий приклад машини Тюрінга, яка виписує послідовності '111' після сканування трьох порожніх комірок, а потім зупиняється, задається такою таблицею:
|   | Стан 1                            | Стан 2                            | Стан 3                            |
| - | --------------------------------- | --------------------------------- | --------------------------------- |
| B | Написати +1; залишитися у стані 1 | Написати +1; залишитися у стані 2 | Написати +1; залишитися у стані 3 |
| 1 | Йти прямо; перейти до стану 2     | Йти прямо; перейти до стану 3     | [Зупинка]                         |

Якщо машина перебуває в стані 1, і в поточній комірці нічого не записано, то машина надрукує 1 і залишитися в стані 1. Якщо вона перебуває в стані 1, і в поточній комірці записано 1, машина пересуне стрічку на одному комірку праворуч і перейде в стан 2. У стані 2, прочитавши комірку без запису, машина надрукує 1 й залишиться в стані 2, а прочитавши 1, машина змістить стрічку праворуч і перейде в стан 3. У стані 3 машина надрукує 1 і залишиться в стані 3, коли в комірці нічого не записано, але якщо в комірці записано 1, то машина зупинить роботу.
Для функціоналізму важливий стан машини Тюрінга. Кожен стан може бути визначений в термінах його відносин з іншими станами входом та дією. Стан один, наприклад, це стан, у якому машина, прочитавши B, напише 1 і залишається в цьому стані, а прочитавши 1, змістить стрічку на клітинку праворуч й перейде в інший стан. Це функціональне визначення стану; це його причинна роль в загальній системі. Подробиці про те, як машина виконує те, що вона виконує, та про те, як вона сконструйована матеріально, є абсолютно недоречними.
Відповідно до функціоналізму машинних станів, природа психічного стану схожа на природу станів машини, описаних вище. Аналогічно тому, як стан 1 — просто стан, в якому, отримавши на вході B, машина виконує якусь дію, перебування в стані болю спонукає людину вигукнути «Ой», відчувати незручність, гадати, що не так, тощо.

### Відмова від функціоналізму
Наприкінці 1980-х Патнем відмовився від своєї прихильності до функціоналізму та інших обчислювальних теорій розуму.
Свою точку зору він змінив, насамперед, через труднощі, з якими обчислювальні теорії пояснювали інтерналізм ментального змісту. Патнем проілюстрував це власним уявним експериментом двійник Землі. Ще один аргумент проти функціоналізму він розробив у 1988 році на основі узагальненого Фодором варіанту множинної реалізованості. Стверджуючи, що функціоналізм справді розбавлений теорією ідентичності, в якій психічне ототожнюється з функціональним, Патнем стверджує, що можливі різні реалізації психічного функціональним. Аргументом на користь функціоналізму є те, що той же самий психічний стан може бути реалізований за допомогою різних станів універсальної машини Тюрінга.
Незважаючи на відмову Патнема від функціоналізму, цей напрямок продовжує процвітати і знайшов розвиток у численних роботах таких мислителів, як Девід Марр, Деніел Деннет, Джері Фодор і Девід Льюїс. Функціоналізм допоміг закласти основи сучасної когнітивної науки і є домінантною теорією свідомості в філософії сьогодні.
До 2012 Патнем прийняв модифікацію функціоналізму, який називають «ліберальним функціоналізмом». Цей підхід стверджує, що правильна функціональність є загалом те, що має значення для свідомості та розуму, й не особливо важливо, як саме конкретно вона втілена". Специфікація такої функціональності (1) може стосуватися того, що відбувається за межами «мозку» організму, (2) може включати інтенціональні ідіоми, і (3) не обов'язково описує здатність обчислювати що-небудь.

## Філософія мови

### Семантичний екстерналізм
Одним із внесків Путнема у філософію мови є його твердження: «значення — зовсім не в голові». Він проілюстрував цю тезу за допомогою уявного експерименту «двійник Землі», стверджуючи, що навколишні чинники грають істотну роль у визначенні сенсу. За Патнемом двійник Землі це демонструє, оскільки на двійнику Землі все ідентично Землі, крім того, що його озера, річки та океани наповнені речовиною XYZ, тоді як на Землі вони наповнені речовиною H2O. Отже, коли землянин, Фредрік, використовує слово «вода» стосовно земної речовини, він має на увазі іншу сутність, ніж коли слово «вода» використовує його фізично-ідентічний близнюк Фродрік із двійника Землі. Оскільки Фредріка та Фродріка фізично неможливо розрізнити, коли вони вимовляють відповідні слова, і оскільки їхні слова означають різні речовини, значення не можна визначити тільки тим, що в їхніх головах. Це привело Патнема до різновиду семантичного екстерналізму стосовно значення і змісту.
Пізний філософ розуму і мови Дональд Девідсон, попри численні розбіжності з Патнемом, писав, що семантичний екстерналізм є «анти-суб'єктивістською революцією» в філософському баченні світу. З часів Декарта філософи опиралися на суб'єктивний досвід як основу для перевірки знань. Девідсон сказав, що завдяки Патнему, Тайлеру Берджу та іншим філософія може тепер прийняти об'єктивну область як дане і почати перевірку позірних «істин» суб'єктивного досвіду.

### Теорія значення
Патнем, разом з Кріпке, Кейтом Доннелланом та іншими, сприяли тому, що відомо як причинно-наслідкова теорія референції (найменувань). Зокрема Патнем у книзі «Значення „значення“» (англ. The Meaning of "Meaning") підтримує думку, що об'єкти, які називають термінами  природного виду  — такі як тигр, вода, й дерево — є основними елементами значення цих термінів. Існує мовний поділ праці, за аналогією з економічним поділом праці Адама Сміта, відповідно до якого те, що означають ці терміни, закріплено «експертами» відповідної галузі науки. Так, наприклад, значення терміна «лев» фіксує спільнота зоологів, значення терміна «в'яз» фіксує спільнота ботаніків і значення терміна «кухонна сіль» зафіксовано як «NaCl» хіміками. Ці назви вважаються жорсткими позначеннями в сенсі Кріпке і виходять за межі своїх наук у загальний вжиток мовною спільнотою.
Патнем визначає скінченну послідовність елементів (вектор) для опису значення кожного терміна в мові. Такий вектор складається з чотирьох компонентів:
1. об'єкт, до якого відноситься термін, наприклад об'єкт, конкретизований хімічною формулою H2O;
2. набір типових описових характеристик терміна, які називають «стереотипом», наприклад, «прозорий», «безбарвний», і «зволоження»;
3. семантичні показники, які поміщають об'єкт у загальну категорію, наприклад, «природний стан» і «рідкий»;
4. синтаксичні показники, наприклад, «бетон — іменник» і «маса — іменник».

Такий «вектор значень» містить опис найменування та його використання в конкретному мовному товаристві. Це забезпечує умови правильного використання назви і дає можливість судити, чи окремий мовець вкладає відповідне значення у вираз, вживаючи його, або, може, використання назви зазнало таких змін, що назва означає вже щось інше. За словами Патнема, є всі підстави говорити про зміну значення виразу тільки тоді, коли змінився об'єкт, який цей вираз позначає, а не його стереотип. Однак, оскільки неможливий алгоритм, що міг би визначати, який аспект — стереотип чи об'єкт, змінився в кожному конкретному випадку, необхідно розглянути можливість використання інших виразів мови. Оскільки не існує обмежень на число таких виразів, які треба розглянути, Патнем став прихильником різновиду семантичного холізму.

## Філософія
Значним внеском Патнема у філософію математики є «аргумент незамінності» Квайна-Пантема стосовно математичного реалізму. Стівен Ябло вважає його одним із найскладніших аргументів на користь думки, що математичні об'єкти, такі як числа або множини, існують насправді. Форма аргументу така:
1. «Все», що є необхідним для найкращих наукових теорій, без чого наукові теорії не можуть обійтися, і тільки це (зазвичай цю вимогу називають «все і тільки») онтологічно виправдане.
2. Математичні об'єкти незамінні для найкращих наукових теорій. Тому,
3. Треба визнати математичні об'єкти онтологічно виправданими[45].

Обґрунтування першого твердження є найбільш спірним. Щоб виправдати виключення всіх не наукових сутностей, а отже, захистити «тільки» у «все і тільки», як Патнем, так і Квайн використали натуралізм. Твердження, що «всі» сутності, постульовані в наукових теоріях, зокрема числа, треба вважати реальними, вони виправдовували холізмом тверджень. Оскільки теорії не підтверджуються частинами, а тільки як ціле, нема підстав для виключення будь-якої з сутностей, що фігурують у добре підтверджених теоріях. Це створює складнощі для номіналістів, які бажали б не визнавати реальне існування множин чи неевклідової геометрії, але визнають, наприклад, існування кварків чи інших фізичних сутностей, які не можливо детектувати.
Патнем вважає, що математика, так само як фізика та інші емпіричні науки, використовує не лише жорсткі логічні докази, але й «квазі-емпіричні» методи. Наприклад, велика теорема Ферма стверджує, що немає цілого числа {\displaystyle n>2}, такого, щоб існували цілі позитивні значення х, у і z такі, що {\displaystyle x^{n}+y^{n}=z^{n}}. До того, як це було доведено для всіх {\displaystyle n>2} у 1995 році Ендрю Вайлсом, існувало доведення для багатьох інших значень n. Ці докази надихнули на подальші дослідження в цій області, й сформували квазі-емпіричний консенсус щодо теореми. Навіть якщо такі знання лише гіпотетичні, в порівнянні зі строго доведеною теоремою, вони, все ж, використовуються в розвитку математичної думки.

## Математика та комп'ютерні науки
Патнем мав доробок у наукових областях, безпосередньо не пов'язаних з його роботою в філософії. Як математик, він зробив внесок у розв'язок десятої проблеми Гільберта. Остаточно цю задачу розв'язав Юрій Матіясевич у 1970 році, опублікувавши доказ, що значно опирався на попередні дослідження Патнема, Джулії Робінсон та Мартіна Девіса.
У теорії обчислюваності, Патнем досліджував структуру розгалуженої аналітичної ієрархії, її зв'язки з конструктивною ієрархією та її степінь Тюрінга. Він показав, що існує багато рівнів конструктивної ієрархії, які не додають підмножини цілих чисел, а потім, разом зі своїм учнем Джорджем Булосом показав, що перший такий «не-індекс» є порядковим {\displaystyle \beta _{0}} розгалуженого аналізу (ця найменша {\displaystyle \beta } така, що {\displaystyle L_{\beta }} є моделлю повної арифметики другого порядку), а також разом з окремими документами Річарда Бойда (іншого студента Патнема) і Густавом Гензелем,, як гіперарифметична ієрархія Девіса-Мостовського-Кліні арифметичних ступенів може бути, природно, продовжена до {\displaystyle \beta _{0}}.
В комп'ютерній науці, Патнем відомий завдяки алгоритму Девіса-Патнема (SAT) для задачі здійсненності бульових формул, розробленим разом із Мартіном Девісом у 1960 році. Алгоритм знаходить, чи існує набір істинних або помилкових тверджень, що задовольняють даний логічний вираз, так що весь вираз стає істинним. У 1962 році алгоритм був уточнений Лоджманом і Лавлендом. Він став відомий як алгоритм DPLL. Цей алгоритм ефективний і досі є основою більшості повних розв'язувачів SAT.

## Роботи, видані російською мовою
- Патнем Х. Філософія свідомості/Пер. з англ. Л. Б. Макєєвої, О. А. Назарової, А. Л. Никифорова; передмова Л. Б. Макєєвої. М.: Будинок інтелектуальної книги, 1999. 240 с. ISBN 5-7333-0004-3 (В паперовому виданні наявна помилка: ISBN містить 9 цифр замість 10: 5-733-0004-3. Шукати книгу в Інтернеті слід за обома зазначеними ISBN).
- Розум, істина й історія[51] = Reason, Truth and history / Пер. з англ. Т.А. Дмитрієва, М.В. Лебедєва. — М. : Праксис, 2002. — 296 с. — (Філософія) — 2000 прим. — ISBN 5-901574-09-5.
- Патнем Х.Як не можна говорити про значення (коментар до статті Дж. Дж. Смарта) [Архівовано 24 вересня 2015 у Wayback Machine.] // Структура та розвиток науки. М., 1978. С. 396—418 (також в збірнику:Патнем Х. Філософія свідомості. С. 146—163).
- Патнем Х. Значення та референція // Нове в зарубіжній лінгвістиці. Вип. 13. М., 1982. С. 377—390.

## Премія
У 2011 році удостоєний премії Рольфа Шока з логіки та філософії.